# Section Guillaume-Tell
Pour les articles homonymes, voir Guillaume Tell (homonymie).

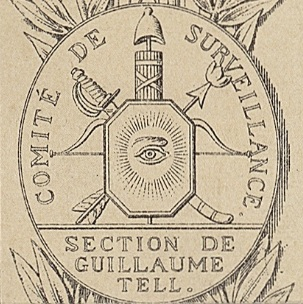
Emblème de la section de Guillaume-Tell.

La section Guillaume-Tell était, sous la Révolution française, une section révolutionnaire parisienne.

## Représentants
- Alexandre Mouret, employé aux messageries, né en 1761, demeurant 56, rue des Vieux-Augustins.
- Antoine Friry où Fréry, employé de l'administration des loteries, né à Nancy en 1732 où 1733, habitant 8, rue des Vieux-Augustins
- François Rémy Camus, ancien négociant né à Paris en 1746.

## Historique
La section Guillaume-Tell se nomma tout d’abord « section de la Place Louis XIV » jusqu’en décembre 1792, puis « section du Mail » ou « section des Petits-Pères » jusqu'en décembre 1793.

## Territoire
Il correspondait au quartier Notre-Dame des Victoires.

## Limites
La rue Neuve-des-Petits-Champs, à gauche, depuis la rue Vivienne, jusqu’à la rue La Feuillade : la rue la Feuillade, à gauche jusqu’à la place des Victoires : le pourtour de la place des Victoires, à gauche, depuis la rue de la Feuillade jusqu’à la rue Croix-des-Petits-Champs : la rue Croix-des-Petits-Champs, à gauche, de la place des Victoires à la rue Coquillière : la rue Coquillière, à gauche, jusqu’à la rue Coq-Héron : la rue Coq-Héron et de la Jussienne, à gauche, jusqu’à la rue Montmartre : la rue Montmartre, à gauche, jusqu’à la rue Notre-Dame-des-Victoires : la rue Notre-Dame des Victoires à gauche, jusqu’à la rue Joquelet : la rue des Filles-Saint-Thomas, à gauche, jusqu’à la rue Vivienne : la rue Vivienne, à gauche, jusqu’à la rue Neuve-des-Petits-Champs.

## Intérieur
Rue Notre-Dame-des-Victoires, des deux côtés, jusqu’à la rue Joquelet ; les rues Joquelet, Saint-Pierre, du Mail, des Fossés-Montmartre, des Vieux-Augustins, Soly, Pagevin, du Petit-Reposoir, des Petits-Pères, la place des Victoires, et les rues qui y aboutissent, et généralement tous les rues, culs-de-sac, places, etc., enclavés dans cette limite.

## Local
La section Guillaume-Tell se réunissait dans l’église des Petits-Pères.

## Population
14 860 habitants, dont 2 330 ouvriers et 1 800 économiquement faibles.

## Évolution
Après le regroupement par quatre des sections révolutionnaires par la loi du  19 vendémiaire an IV (11 octobre 1795)  qui porte création de 12 arrondissements, la présente section est maintenue comme subdivision administrative, puis devient, par arrêté préfectoral du 10 mai 1811, le quartier du Mail (3e arrondissement de Paris).